# 国会議事堂 (スウェーデン)
国会議事堂 （こっかいぎじどう、スウェーデン語: Riksdagshuset） は、スウェーデン議会（リクスダーゲン）の議事堂。首都ストックホルムにある。

## 概要
ストックホルムの旧市街「ガムラスタン」の北側に位置しており、ストックホルム宮殿に近い。議事堂は運河に囲まれた小島の上にあり、水上の要塞のような景観となっている。半円形の建物に議場、四角形の建物に議員の事務室が入居している。議員定数は349である。
スウェーデン議会は1971年に二院制から一院制に移行したが、この時に議事堂の大規模な改築が行われた。元々、半円形の建物はスウェーデン国立銀行が入居しており、議事堂は四角形の建物だけだったが、銀行を移転させて内部に新しい議場を構築した。新議場が完成した後は、旧議場を改築し議員の事務室を造った。議事堂内部は現代的な造りとなっており、古典的な外観とは趣きが異なる。
1980年以降、議事堂ではライト・ライブリフッド賞の受賞式が行われている。

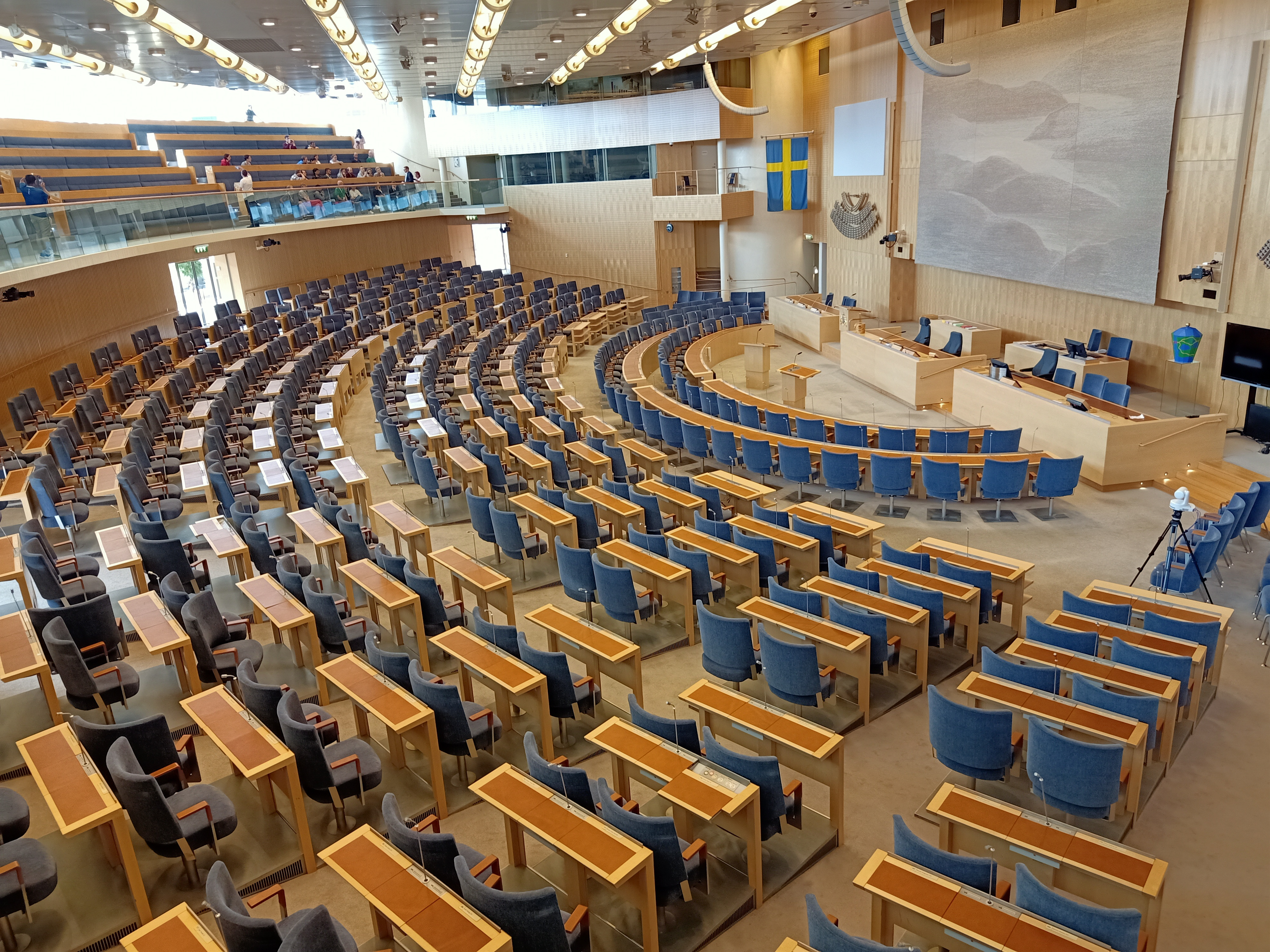
議場
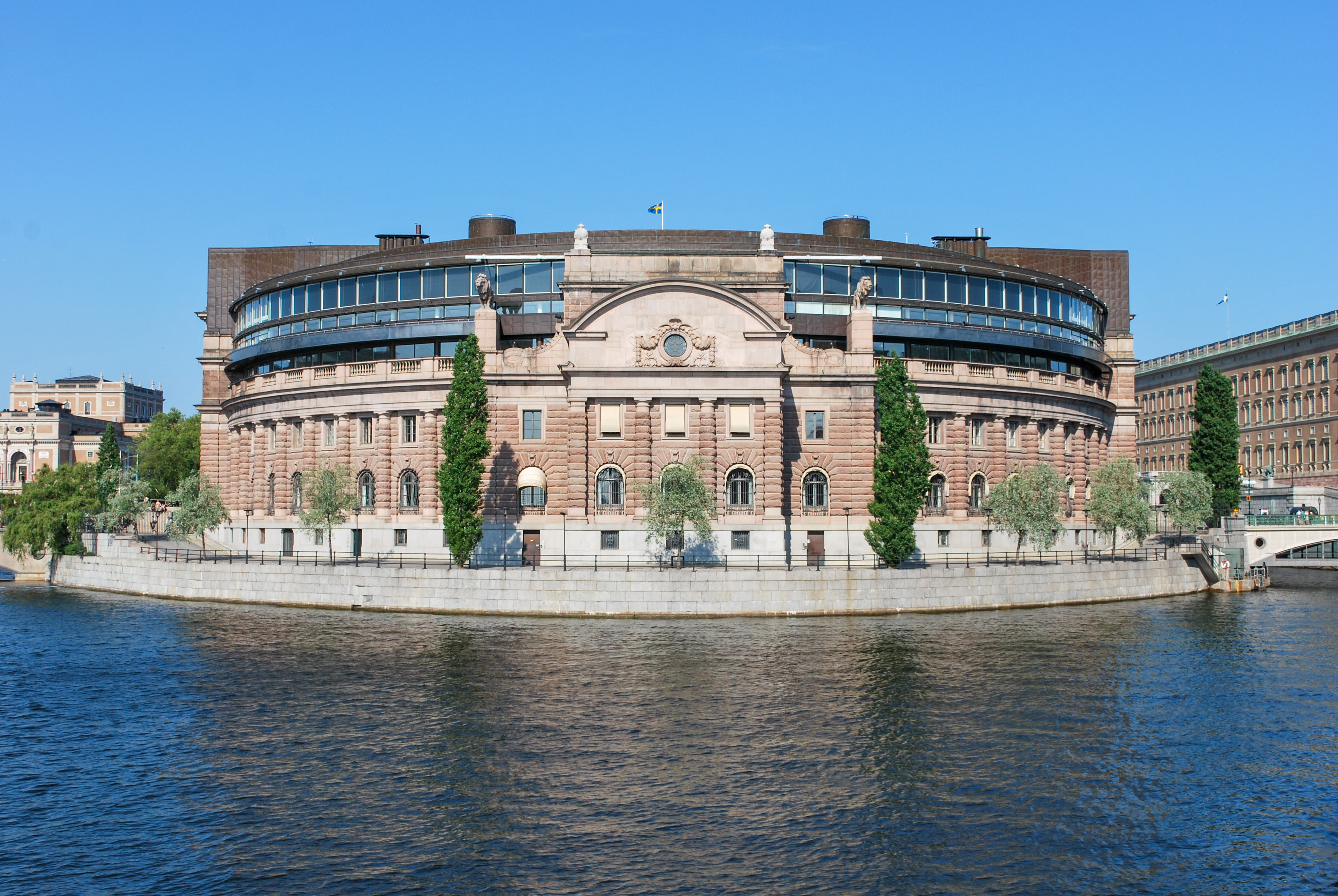
西面
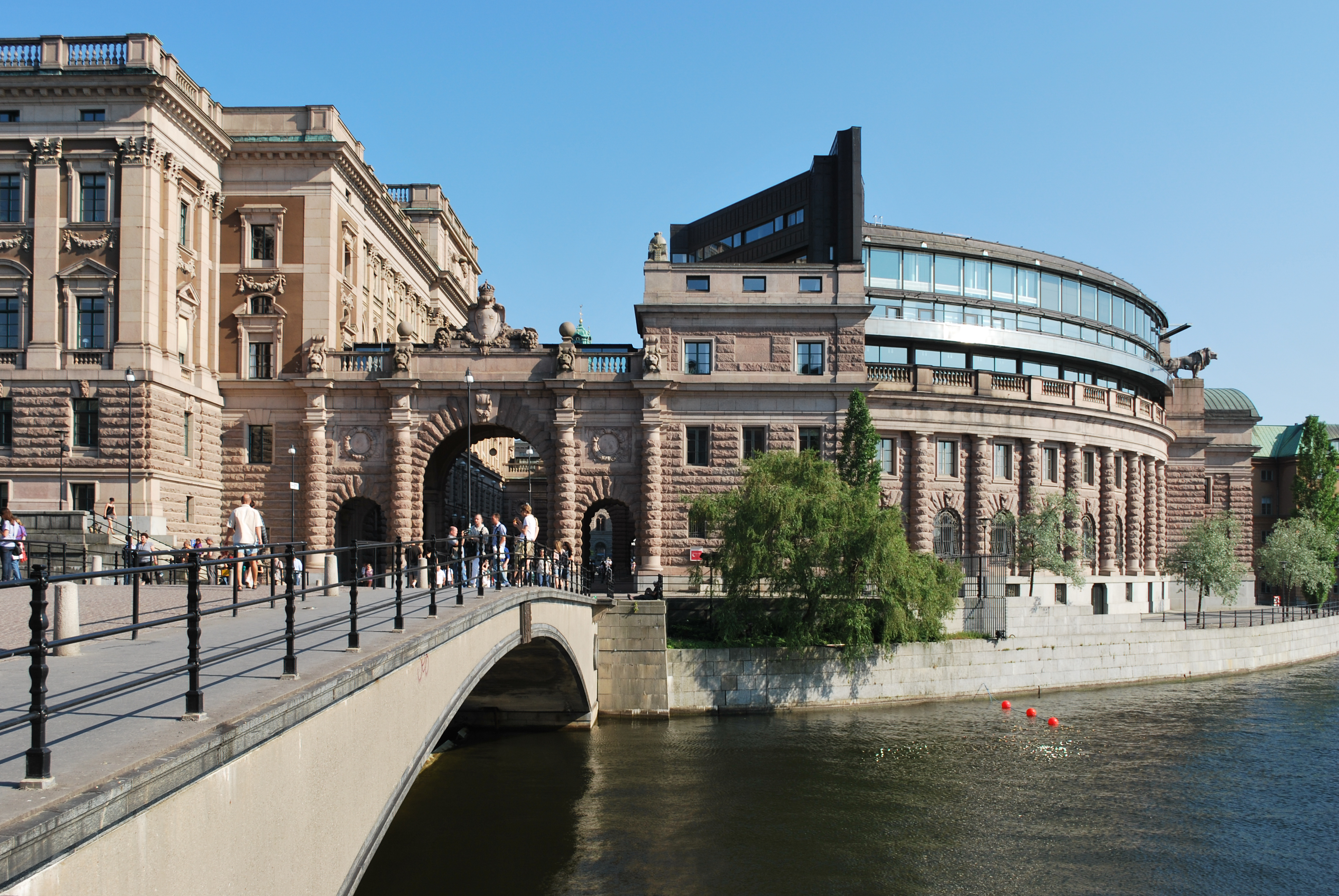
北面
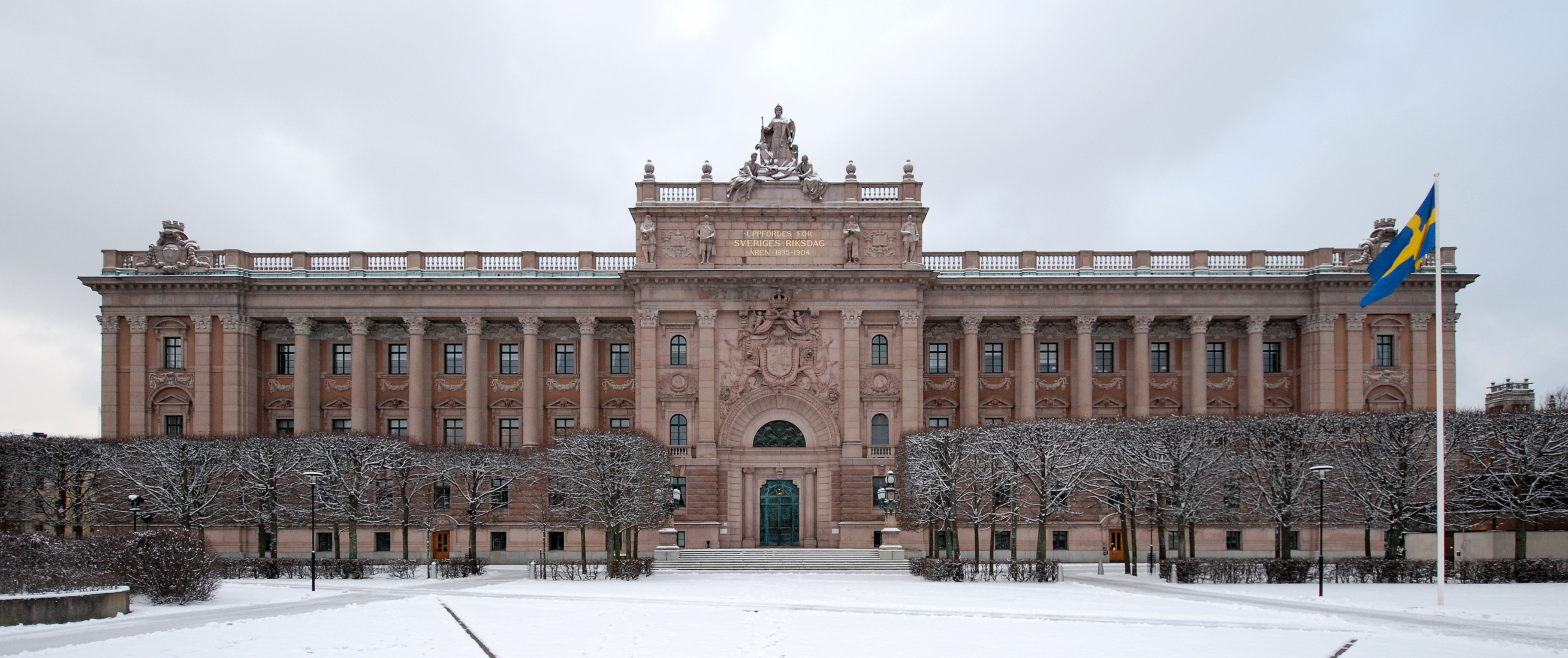
東面